# Lijst van rijksmonumenten in Warmond
De plaats Warmond telt 76 inschrijvingen in het rijksmonumentenregister. Hieronder een overzicht.
| Object | Oorspronkelijke functie?  | Bouwjaar                         | Architect                      | Locatie                                                      | Coördinaten?                  | Nr.?   | Afbeelding                                                                            |
| --- | ------------------------- | -------------------------------- | ------------------------------ | ------------------------------------------------------------ | ----------------------------- | ------ | ------------------------------------------------------------------------------------- |
| Ruïne Nederlands Hervormde Kerk. Toren                                                                        | Kerk en kerkonderdeel     | waarschijnlijk eind 15e eeuw     |                                | Mgr. Aengenentlaan 3                                         | 52° 12' 3" NB, 4° 30' 4" OL   | 38283  | Meer afbeeldingen                                                                     |
| Ommuring ruïne kerk                                                                                           | Kerk en kerkonderdeel     | 1874                             |                                | Mgr. Aengenentenlaan bij 3                                   | 52° 12' 2" NB, 4° 30' 6" OL   | 38284  | Ommuring ruïne kerk                                                                   |
| Theologicum van het voormalige Groot Seminarie                                                                | Kerk en kerkonderdeel     | 1799                             |                                | Mgr. Aengenentlaan 1, 3                                      | 52° 12' 0" NB, 4° 30' 3" OL   | 38285  | Meer afbeeldingen                                                                     |
| Meerrust (tegenwoordig restaurant De Moerbei)                                                                 | Boerderij                 | 18e eeuw                         |                                | Dorpsstraat 5                                                | 52° 11' 41" NB, 4° 30' 11" OL | 38286  | Meer afbeeldingen                                                                     |
| Gepleisterde boerderij                                                                                        | Boerderij                 | 17e eeuw                         |                                | Dorpsstraat 43                                               | 52° 11' 48" NB, 4° 30' 17" OL | 38287  | Gepleisterde boerderij                                                                |
| Dubbel herenhuis                                                                                              | Woonhuis                  | voor de 19e eeuw                 |                                | Dorpsstraat 68, 70                                           | 52° 11' 51" NB, 4° 30' 18" OL | 38288  | Meer afbeeldingen                                                                     |
| Lage gepleisterde huisjes                                                                                     | Woonhuis                  | 18e eeuw                         |                                | Dorpsstraat 69, 71                                           | 52° 11' 52" NB, 4° 30' 21" OL | 38289  | Meer afbeeldingen                                                                     |
| Rechthoekig herenhuis                                                                                         | Woonhuis                  | overgang de 18e naar de 19e eeuw |                                | Dorpsstraat 73                                               | 52° 11' 53" NB, 4° 30' 22" OL | 38290  | Meer afbeeldingen                                                                     |
| Faljerilmolen                                                                                                 | Industrie- en poldermolen | 1935                             |                                | op eiland Faljeril                                           | 52° 13' 6" NB, 4° 33' 15" OL  | 38291  | Meer afbeeldingen                                                                     |
| Laag huis | Woonhuis                  |                                  |                                | Herenweg 79                                                  | 52° 11' 51" NB, 4° 30' 13" OL | 38292  | Meer afbeeldingen                                                                     |
| Boerderij met zomerhuis en uitbouw                                                                            | Boerderij                 | 17e eeuw                         |                                | Jan Steenlaan 9, 11                                          | 52° 11' 37" NB, 4° 30' 4" OL  | 38295  | Meer afbeeldingen                                                                     |
| Huisje nr. 34 huisje nr. 36 (woonhuis van Jan Steen) huisje nr. 38                                            | Woonhuis                  | 19e eeuw 1611 1732               |                                | Jan Steenlaan 34, 36, 38                                     | 52° 11' 42" NB, 4° 30' 5" OL  | 38296  | Meer afbeeldingen                                                                     |
| Vierkant huis                                                                                                 | Kerk en kerkonderdeel     | eind 18e eeuw                    |                                | Kerkdam 2                                                    | 52° 11' 51" NB, 4° 30' 12" OL | 38297  | Meer afbeeldingen                                                                     |
| Groot Leerust                                                                                                 | Kasteel, buitenplaats     | 18e eeuw                         |                                | Burgemeester Ketelaarstraat 1                                | 52° 11' 55" NB, 4° 30' 29" OL | 38298  | Meer afbeeldingen                                                                     |
| Boerderij | Boerderij                 | 17e eeuw                         |                                | Burgemeester Ketelaarstraat 25                               | 52° 12' 2" NB, 4° 30' 37" OL  | 38299  | Meer afbeeldingen                                                                     |
| Landschapspark (groep taxusbomen)                                                                             | Kasteel, buitenplaats     | ca. 1780 (ingangshek)            |                                | Burgemeester Ketelaarstraat bij 31                           | 52° 12' 12" NB, 4° 30' 40" OL | 38301  | Upload foto                                                                           |
| Landhuis Middendorp                                                                                           | Kasteel, buitenplaats     | mogelijk uit de 18e eeuw         |                                | Middendorplaan 10, 12                                        | 52° 11' 49" NB, 4° 30' 23" OL | 38302  | Meer afbeeldingen                                                                     |
| Tolhek | Straatmeubilair           | 18e eeuw                         |                                | Oranje Nassaulaan / Leidse Trekvaart                         | 52° 11' 17" NB, 4° 29' 24" OL | 38304  | Meer afbeeldingen                                                                     |
| Nieuw Alkemade                                                                                                | Boerderij                 | 17e eeuw                         |                                | Wasbeeklaan 21                                               | 52° 12' 44" NB, 4° 31' 1" OL  | 38305  | Meer afbeeldingen                                                                     |
| Zwanburgermolen                                                                                               | Industrie- en poldermolen | 1805                             |                                | Zwanburgerpolder 3                                           | 52° 11' 54" NB, 4° 30' 46" OL | 38307  | Zwanburgermolen                                                                       |
| Nieuwe Hofmolen                                                                                               | Industrie- en poldermolen | 1859                             |                                | Hofpolder aan de Leede                                       | 52° 11' 60" NB, 4° 31' 1" OL  | 38308  | Meer afbeeldingen                                                                     |
| Lakermolen | Industrie- en poldermolen | 1818                             |                                | Zuidzijde van de Lakerpolder; aan de Laak in de Kagerplassen | 52° 12' 11" NB, 4° 31' 58" OL | 38309  | Meer afbeeldingen                                                                     |
| Tuinder- of Kogjesmolen                                                                                       | Industrie- en poldermolen | 1809                             |                                | Kogjespolder                                                 | 52° 12' 37" NB, 4° 32' 43" OL | 38310  | Meer afbeeldingen                                                                     |
| Broekdijkmolen                                                                                                | Industrie- en poldermolen | 1840                             |                                | Broekpolder 1                                                | 52° 11' 8" NB, 4° 30' 49" OL  | 38311  | Meer afbeeldingen                                                                     |
| Boterhuismolen                                                                                                | Industrie- en poldermolen | 1744                             |                                | Zijldijk 4                                                   | 52° 11' 10" NB, 4° 31' 27" OL | 38312  | Meer afbeeldingen                                                                     |
| Zweilandermolen                                                                                               | Industrie- en poldermolen | 1632                             |                                | Sweilandpolder                                               | 52° 11' 42" NB, 4° 32' 43" OL | 38313  | Meer afbeeldingen                                                                     |
| Verlaat bij de Zwanburgermolen                                                                                | Waterkering en -doorlaat  |                                  |                                | bij Zwanburgpolder                                           | 52° 11' 54" NB, 4° 30' 44" OL | 38314  | Meer afbeeldingen                                                                     |
| Dirks Steenhuis, terrein met de overblijfselen van het kasteel van Dirk van Teylingen                         | Archeologisch monument    | middeleeuwen                     |                                | Oude Dam 1                                                   | 52° 11' 58" NB, 4° 29' 47" OL | 46176  | Dirks Steenhuis, terrein met de overblijfselen van het kasteel van Dirk van Teylingen |
| Terrein met de overblijfselen van het Sint Ursulaklooster                                                     | Archeologisch monument    | 15e eeuw                         |                                | Klinkenberg 1-2                                              | 52° 12' 5" NB, 4° 30' 1" OL   | 46177  | Meer afbeeldingen                                                                     |
| Oostergeest: landhuis                                                                                         | Kasteel, buitenplaats     | ca. 1650                         |                                | Laan van Oostergeest 1, 3                                    | 52° 12' 4" NB, 4° 30' 9" OL   | 510514 | Meer afbeeldingen                                                                     |
| Oostergeest: historische tuin- en parkaanleg                                                                  | Tuin, park en plantsoen   | 17e/18e/19e eeuw                 |                                | Laan van Oostergeest bij 1                                   | 52° 12' 7" NB, 4° 30' 2" OL   | 510515 | Meer afbeeldingen                                                                     |
| Oostergeest: koetshuis met muur                                                                               | Bijgebouwen kastelen enz. | 1765                             |                                | Laan van Oostergeest bij 1                                   | 52° 12' 4" NB, 4° 30' 7" OL   | 510517 | Meer afbeeldingen                                                                     |
| Oostergeest: tuinmuur                                                                                         | Tuin, park en plantsoen   | begin 19e eeuw                   |                                | Laan van Oostergeest bij 1                                   | 52° 12' 5" NB, 4° 30' 9" OL   | 510519 | Meer afbeeldingen                                                                     |
| Oostergeest: koude bakken                                                                                     | Tuin, park en plantsoen   | 19e eeuw                         |                                | Laan van Oostergeest bij 1                                   | 52° 12' 5" NB, 4° 30' 9" OL   | 510520 | Meer afbeeldingen                                                                     |
| Oostergeest: houten schuur                                                                                    | Bijgebouwen kastelen enz. | eind 19e eeuw                    |                                | Laan van Oostergeest bij 1                                   | 52° 12' 4" NB, 4° 30' 9" OL   | 510521 | Meer afbeeldingen                                                                     |
| Oostergeest: tuinkoepel                                                                                       | Tuin, park en plantsoen   | genoemd in koopakte van 1839     |                                | Laan van Oostergeest bij 1                                   | 52° 12' 5" NB, 4° 30' 9" OL   | 510522 | Meer afbeeldingen                                                                     |
| Oostergeest: tuinkoepel                                                                                       | Tuin, park en plantsoen   | 1862                             |                                | Laan van Oostergeest bij 1                                   | 52° 12' 5" NB, 4° 30' 10" OL  | 510523 | Meer afbeeldingen                                                                     |
| Oostergeest: prieel                                                                                           | Tuin, park en plantsoen   | ca. 1900                         |                                | Laan van Oostergeest bij 1                                   | 52° 12' 5" NB, 4° 30' 10" OL  | 510524 | Upload foto                                                                           |
| Oostergeest: ooievaarsnest                                                                                    | Tuin, park en plantsoen   | midden of eind 19e eeuw          |                                | Laan van Oostergeest bij 1                                   | 52° 12' 4" NB, 4° 30' 9" OL   | 510525 | Meer afbeeldingen                                                                     |
| Kasteel Warmond: landhuis                                                                                     | Kasteel, buitenplaats     | 16e-eeuwse hoofdgebouw           |                                | Herenweg 141                                                 | 52° 12' 11" NB, 4° 30' 46" OL | 511219 | Meer afbeeldingen                                                                     |
| Kasteel Warmond: historische tuin- en parkaanleg                                                              | Tuin, park en plantsoen   | 17/18/19/20e eeuw                |                                | Herenweg bij 141                                             | 52° 12' 11" NB, 4° 30' 46" OL | 511220 | Meer afbeeldingen                                                                     |
| Kasteel Warmond: toegangshek                                                                                  | Tuin, park en plantsoen   | laatste kwart 18e eeuw           |                                | Herenweg bij 141                                             | 52° 12' 11" NB, 4° 30' 25" OL | 511221 | Meer afbeeldingen                                                                     |
| Kasteel Warmond: kanonnen                                                                                     | Tuin, park en plantsoen   | gemeld in 1612                   |                                | Herenweg bij 141                                             | 52° 12' 11" NB, 4° 30' 26" OL | 511222 | Meer afbeeldingen                                                                     |
| Kasteel Warmond: portierswoning                                                                               | Bijgebouwen kastelen enz. | ca. 1780                         |                                | Herenweg 139                                                 | 52° 12' 10" NB, 4° 30' 25" OL | 511223 | Meer afbeeldingen                                                                     |
| Kasteel Warmond: hekpijlers                                                                                   | Tuin, park en plantsoen   | tussen 1900-1940                 |                                | Herenweg bij 141                                             | 52° 12' 10" NB, 4° 30' 45" OL | 511224 | Meer afbeeldingen                                                                     |
| Kasteel Warmond: oranjerie                                                                                    | Tuin, park en plantsoen   | 1830                             |                                | Herenweg bij 141                                             | 52° 12' 6" NB, 4° 30' 47" OL  | 511225 | Meer afbeeldingen                                                                     |
| Kasteel Warmond: koetshuis                                                                                    | Bijgebouwen kastelen enz. | laatst kwart van de 18e eeuw     |                                | Herenweg 143 en 145                                          | 52° 12' 7" NB, 4° 30' 46" OL  | 511226 | Meer afbeeldingen                                                                     |
| Kasteel Warmond: speelzaal                                                                                    | Tuin, park en plantsoen   | 1910                             |                                | Herenweg 147                                                 | 52° 12' 5" NB, 4° 30' 46" OL  | 511227 | Meer afbeeldingen                                                                     |
| Het Zwanenburg: langhuisboerderij                                                                             | Boerderij                 | 1868                             |                                | Jan Steenlaan 7                                              | 52° 11' 36" NB, 4° 29' 60" OL | 521945 | Het Zwanenburg: langhuisboerderij                                                     |
| Het Zwanenburg: zomerhuis                                                                                     | Boerderij                 | 1868                             |                                | Jan Steenlaan 5                                              | 52° 11' 36" NB, 4° 29' 60" OL | 521946 | Het Zwanenburg: zomerhuis                                                             |
| Protestantse Kerk: kerk                                                                                       | Kerk en kerkonderdeel     | 1874 (in gebruik name)           | A. van der Wilk                | Herenweg 82                                                  | 52° 11' 56" NB, 4° 30' 15" OL | 521948 | Meer afbeeldingen                                                                     |
| Pastorie "De Roekenhof"                                                                                       | Kerkelijke dienstwoning   | 1875-1900                        |                                | Herenweg 84                                                  | 52° 11' 56" NB, 4° 30' 15" OL | 521949 | Pastorie "De Roekenhof"                                                               |
| 't Sonnehuys: woonhuis                                                                                        | Woonhuis                  | 1900-1920                        |                                | Hofpolder 5                                                  | 52° 12' 4" NB, 4° 31' 15" OL  | 521951 | 't Sonnehuys: woonhuis                                                                |
| 't Sonnehuys: botenhuis                                                                                       | Opslag                    | 1900-1920                        |                                | Bij hofpolder 5                                              | 52° 12' 4" NB, 4° 31' 16" OL  | 521952 | 't Sonnehuys: botenhuis                                                               |
| Malgre Tout: woonhuis                                                                                         | Woonhuis                  | 1900-1925                        |                                | Oranje Naussaulaan 16                                        | 52° 11' 25" NB, 4° 29' 34" OL | 521954 | Meer afbeeldingen                                                                     |
| Malgre Tout: dienstwoning                                                                                     | Dienstwoning              | 1900-1925                        |                                | Poelweg 2                                                    | 52° 11' 17" NB, 4° 29' 24" OL | 521955 | Meer afbeeldingen                                                                     |
| Watersportvereniging: starttoren                                                                              | Sport en recreatie        | 1922                             |                                | Sweilandpolder 7                                             | 52° 11' 49" NB, 4° 32' 13" OL | 521957 | Meer afbeeldingen                                                                     |
| Watersportvereniging: kaagsociëteit                                                                           | Vergadering en vereniging | ca. 1920                         |                                | Sweilandpolder 8                                             | 52° 11' 49" NB, 4° 32' 13" OL | 521958 | Meer afbeeldingen                                                                     |
| Watersportvereniging: bloembak                                                                                | Straatmeubilair           | 1917                             |                                | Sweilandpolder bij 8                                         | 52° 11' 48" NB, 4° 32' 13" OL | 521959 | Upload foto                                                                           |
| Gemeentehuis                                                                                                  | Bestuursgebouw en onderdl | ca. 1857                         |                                | Dorpsstraat 36                                               | 52° 11' 48" NB, 4° 30' 13" OL | 521960 | Meer afbeeldingen                                                                     |
| School en schoolmeesterwoning                                                                                 | Onderwijs en wetenschap   | 1861                             |                                | Dorpsstraat 38, 40                                           | 52° 11' 48" NB, 4° 30' 13" OL | 521961 | School en schoolmeesterwoning                                                         |
| Villa Hagheweide                                                                                              | Woonhuis                  | 1913                             | architectenbureau Smits & Fels | Oranje Naussaulaan 10, 12                                    | 52° 11' 27" NB, 4° 29' 24" OL | 521962 | Villa Hagheweide                                                                      |
| Dorpspomp | Straatmeubilair           | 1871                             |                                | Dorpsstraat tegenover 36                                     | 52° 11' 48" NB, 4° 30' 13" OL | 521963 | Dorpspomp                                                                             |
| Oudershoeve                                                                                                   | Boerderij                 | 1885                             |                                | Dorpsstraat 89                                               | 52° 11' 54" NB, 4° 30' 25" OL | 521964 | Oudershoeve                                                                           |
| Protestantse Kerk: twee bruggen met toegangshekken                                                            | Kerk en kerkonderdeel     |                                  |                                | Herenweg bij 82                                              | 52° 11' 56" NB, 4° 30' 15" OL | 525669 | Meer afbeeldingen                                                                     |
| Vroenhof: landhuis                                                                                            | Kasteel, buitenplaats     | 1865                             |                                | Herenweg 52                                                  | 52° 11' 45" NB, 4° 30' 3" OL  | 526560 | Meer afbeeldingen                                                                     |
| Vroenhof: historische tuin- en park aanleg                                                                    | Tuin, park en plantsoen   | 1865                             |                                | Herenweg bij 52                                              | 52° 11' 45" NB, 4° 30' 3" OL  | 526562 | Meer afbeeldingen                                                                     |
| Vroenhof: oranjerie                                                                                           | Bijgebouwen kastelen enz. | 1889                             |                                | Herenweg bij 52                                              | 52° 11' 45" NB, 4° 30' 3" OL  | 526563 | Meer afbeeldingen                                                                     |
| Vroenhof: tuinmuur                                                                                            | Tuin, park en plantsoen   | vroeg 19e eeuw                   |                                | Herenweg bij 52                                              | 52° 11' 45" NB, 4° 30' 1" OL  | 526564 | Meer afbeeldingen                                                                     |
| Vroenhof: moestuinensemble met stookhuisje, schoorsteenpijp en kas                                            | Tuin, park en plantsoen   | 1928                             |                                | Herenweg bij 52                                              | 52° 11' 45" NB, 4° 30' 1" OL  | 526565 | Meer afbeeldingen                                                                     |
| Vroenhof: stel tuinvazen                                                                                      | Tuin, park en plantsoen   | 1850-1875                        |                                | Herenweg bij 52                                              | 52° 11' 45" NB, 4° 30' 1" OL  | 526566 | Meer afbeeldingen                                                                     |
| Vroenhof: toegangshek                                                                                         | Tuin, park en plantsoen   | ca. 1865                         |                                | Herenweg bij 52                                              | 52° 11' 45" NB, 4° 30' 1" OL  | 526567 | Meer afbeeldingen                                                                     |
| Vroenhof: bakstenen tuinmanswoning in de overtuin. Oorspronkelijk bestaande uit twee kleine arbeiderswoningen | Bijgebouwen kastelen enz. | laat 19e eeuw                    |                                | Dorpsstraat 1                                                | 52° 11' 45" NB, 4° 30' 3" OL  | 526568 | Meer afbeeldingen                                                                     |
| 't Poeltje (officiële naam: Klaas Hennepoelmolen)                                                             | Industrie- en poldermolen | 1787                             |                                | Klaas Hennepoelpolder                                        | 52° 10' 55" NB, 4° 29' 38" OL | 527420 | Meer afbeeldingen                                                                     |